# Daniel Koziarski
Daniel Koziarski (* 11. Februar 1979 in Gdynia) ist ein polnischer Autor und Journalist. Er absolvierte ein Rechtsstudium an der Universität Danzig. Er schreibt unter anderem für die Zeitung Gazeta Polska.

## Werke
Koziarskis erster Roman Kłopoty to moja specjalność, czyli kroniki socjopaty erschien im Februar 2007. Der Roman erhielt gute Kritiken, zum Beispiel in der polnischen Zeitung Kultura und in Newsweek. Das Buch handelt von dem jungen Tomasz Płachta, einem Neurotiker, der nicht nur sein eigenes Leben, sondern auch das seiner Mitmenschen verkompliziert. Der folgende Roman Socjopata w Londynie (Soziopath in London) erschien im August 2007. Dieses Buch folgt Tomasz nach London. Der dritte Roman Klub samobójców erschien im Sommer 2008. Piotr Kofta sagte, solche Themen kämen normalerweise nur in der „Hochliteratur“ vor.

### Romane
- Kłopoty to moja specjalność, czyli kroniki socjopaty (2007)
- Socjopata w Londynie (2007)
- Klub samobójców (2008)